# Nordicom
Nordiskt informationscenter för medie- och kommunikationsforskning (Nordicom) er et selvstændigt videnscenter ved Göteborgs Universitet, der arbejder med at indsamle og formidle forskning og fakta om medier og kommunikation i Norden. Formålet med arbejdet er at udvikle viden om mediernes rolle i samfundet samt at gøre forskningsresultater synlige i behandlingen af medieproblemer i både offentlige og private aktiviteter. Dette gøres blandt andet gennem:
- At følge og dokumentere medieudviklingen i blandt andet medieforhold, ejerskab af medierne, mediernes økonomi og menneskers brug af medier.

- Udgivelse af videnskabelige bøger, det internationale videnskabelige tidsskrift Nordicom Review og det populærvidenskabelige tidsskrift Nordicom Information (1979-2018).
- At udgive nyhedsbreve om medieforhold i Norden og om politiske spørgsmål i Europa.
- Løbende information om, hvordan medieforskning i Norden udvikler sig.
- Den internationale konference NordMedia, der er organiseret sammen med de nordiske forskningsorganisationer i medier og kommunikation.
- Den store årlige svenske undersøgelse, Mediebarometern

Nordicom finansieres af Nordisk Ministerråd, Det Svenske Kulturministerium og Göteborgs Universitet og har eksisteret siden 1970'erne.

## Ekstern henvisning
- Nordicoms hjemmeside